# Siren intermedia
La sirena menor, Siren intermedia, es un anfibio de vida acuática, distribuido entre el este de los Estados Unidos y el norte de México. Recibe varios nombres comunes, como anguila de dos patas, sirena enana y anguila de fango. El epíteto específico denota su tamaño, intermedio entre la sirena mayor, Siren lacertina, y las sirenas enanas, especies de Pseudobranchus.

## Comportamiento
La sirena menor es de hábitos nocturnos. Durante el día permanece oculta en los sedimentos en el fondo de masas de agua de curso lento. Se alimenta principalmente de invertebrados acuáticos, como gusanos, larvas de insectos, caracoles y crustáceos. También consume huevos de otros anfibios y depreda sobre sus larvas.
La reproducción es ovípara, y tiene lugar entre los meses de febrero y abril. Las hembras son maduras a los dos años, una vez que alcanzan los 15 cm de longitud. Ponen entre 12 y 200 huevos, según la envergadura de la hembra, en depresiones en el sustrato protegidos por la vegetación. Se ha observado que defiende el nido. Aunque muchos ejemplares muestran cicatrices de mordeduras, no se conoce si son parte de las luchas de cortejo. Tampoco se sabe si la fecundación de los huevos es externa o si la hembra recoge el esperma. Las crías miden alrededor de 1,1 cm de longitud, pero crecen rápidamente. 
La sirena menor es vocal, a diferencia de la mayoría de las salamandras, y emite una serie de chasquidos cuando se acerque a otras de su especie, o un corto chillido si se la maneja.
Si su hábitat se seca durante el verano, se sabe que estos anfibios soportan las sequías excavando en el barro. Si el barro se seca, son capaces de excretar una sustancia de su piel que las protege de la deshidratación y les permite permanecer enterradas en el barro durante meses hasta que el agua vuelve. Sus pequeñas patas les permiten moverse en tierra firme durante cortos períodos de tiempo.

## Descripción
Las sirenas menores tienen cuerpos alargados que poseen sólo dos extremidades, un par de patas, con cuatro dedos, ubicadas detrás de la base de la cabeza, y tienen una longitud que oscila entre 17 - 69 cm (7 y 27 pulgadas). Los ejemplares juveniles tienen bandas rojas o amarillas en la cabeza y franjas que recorren la longitud del cuerpo, aunque estas franjas están ausentes en Sirena i. intermedia. Los adultos tienen una coloración más clara; la parte dorsal es típicamente de verde oliva a gris azulado o negro, mientras que el vientre es generalmente gris claro. Los patrones punteados de los juveniles también pueden estar presentes en los adultos.
Las sirenas menores son notablemente neoténicas, y poseen branquias externas durante toda su vida.

## Distribución
La sirena menor se encuentra en los Estados Unidos y México, principalmente de los estados de Virginia a Florida, al oeste de Texas, y se extiende por el noreste de México hasta Veracruz, al norte de Illinois y al suroeste de Michigan. Múltiples especímenes han sido recientemente redescubiertos en Michigan después de una ausencia de 60 años.

## Taxonomía

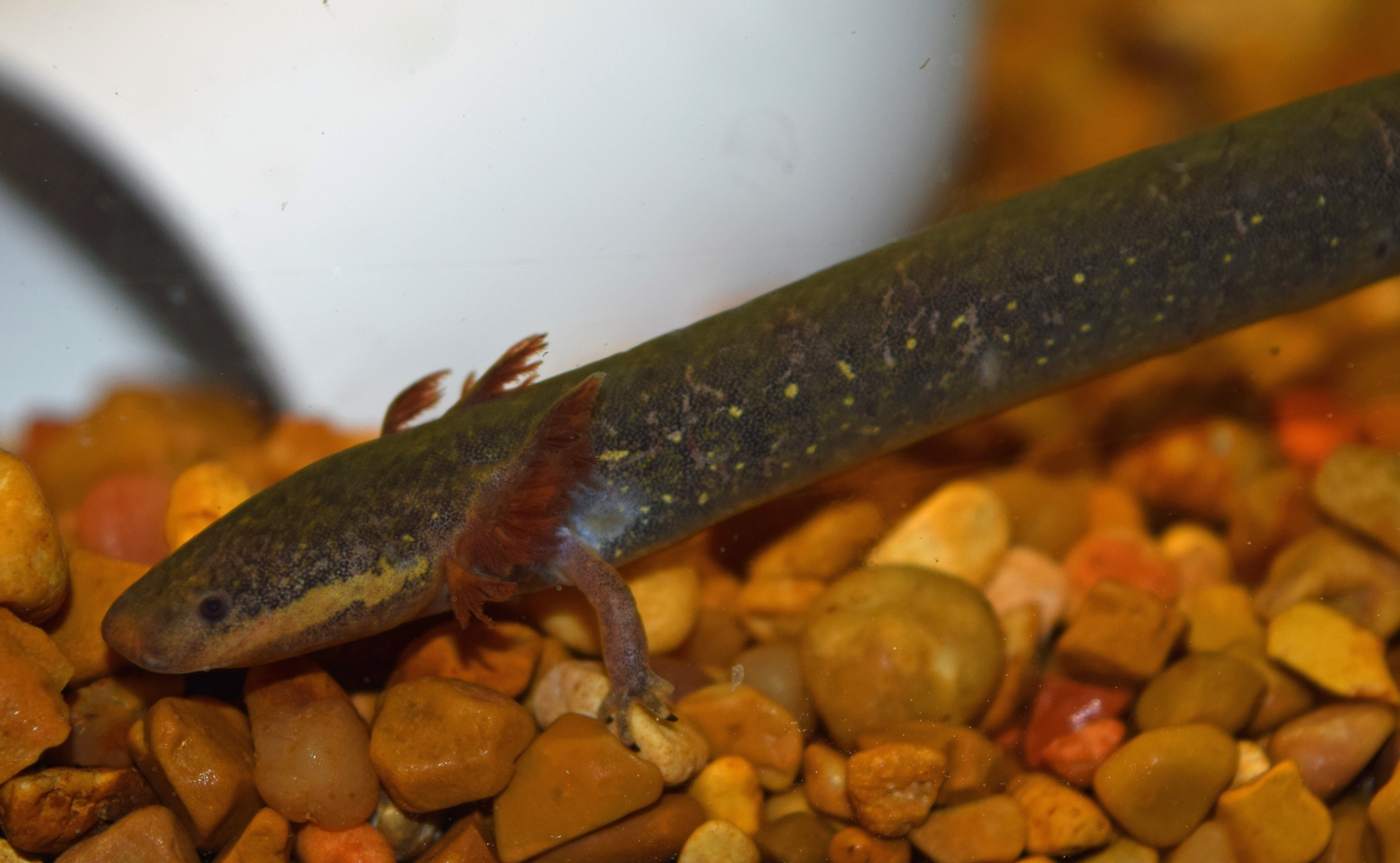
Siren intermedia nettingi

Diferentes fuentes no están de acuerdo en cuanto al número de subespecies dentro de S. intermedia; la mayoría está de acuerdo en que hay al menos dos: una variedad oriental y otra occidental. Muchas fuentes también incluyen una tercera subespecie, la sirena menor del Río Grande, S. i. texana, pero los investigadores no están de acuerdo en que la variedad del Río Grande pertenezca a la sirena menor, dentro de S. intermedia, o como sirena mayor, dentro de S. lacertina, y algunos otros incluso la consideran especie propia, como S. texana.
- Sirena menor oriental, S. i. intermedia Goin, 1942
- Sirena menor occidental, S. i. nettingi Goin, 1942
- Sirena menor de Rio Grande, S. i. texana Goin, 1957

## Estado de conservación
La sirena menor es bastante común en la mayor parte de su rango, pero rara vez se ve debido a su naturaleza oculta. Como casi todas las especies de anfibios, se cree que su número está disminuyendo debido a las reducciones generales de la calidad del agua causadas por la escorrentía de los pesticidas y fertilizantes agrícolas. Se recogen con frecuencia y se utilizan como cebo para la pesca.
Se creía que la especie se había extinguido en Michigan, pero ha sido recientemente redescubierto en un limitado número. La subespecie S. i. texana está catalogada como una especie amenazada en Texas. Está incluida en la Lista Roja de la UICN como de menor preocupación y es una especie con "protección especial" en México.